# Pneumoridae

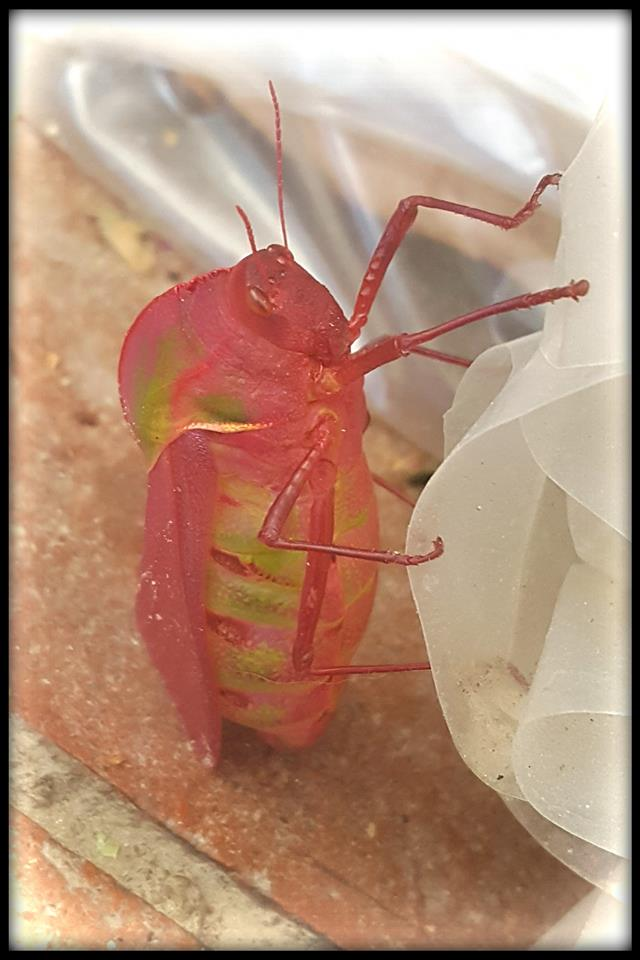
Bullacris discolor

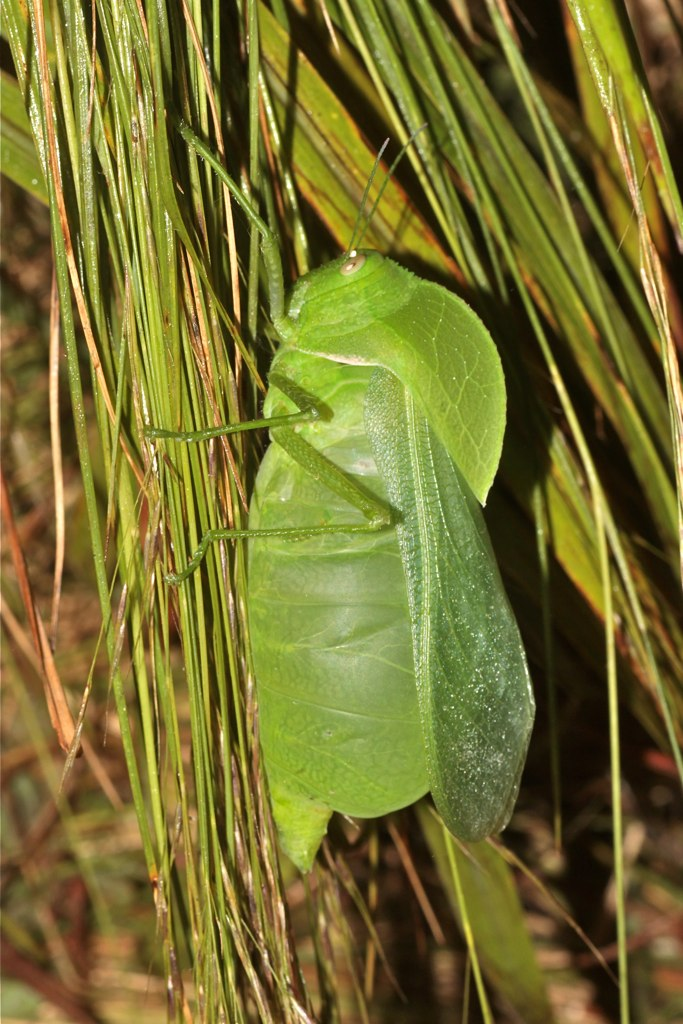
Pneumora

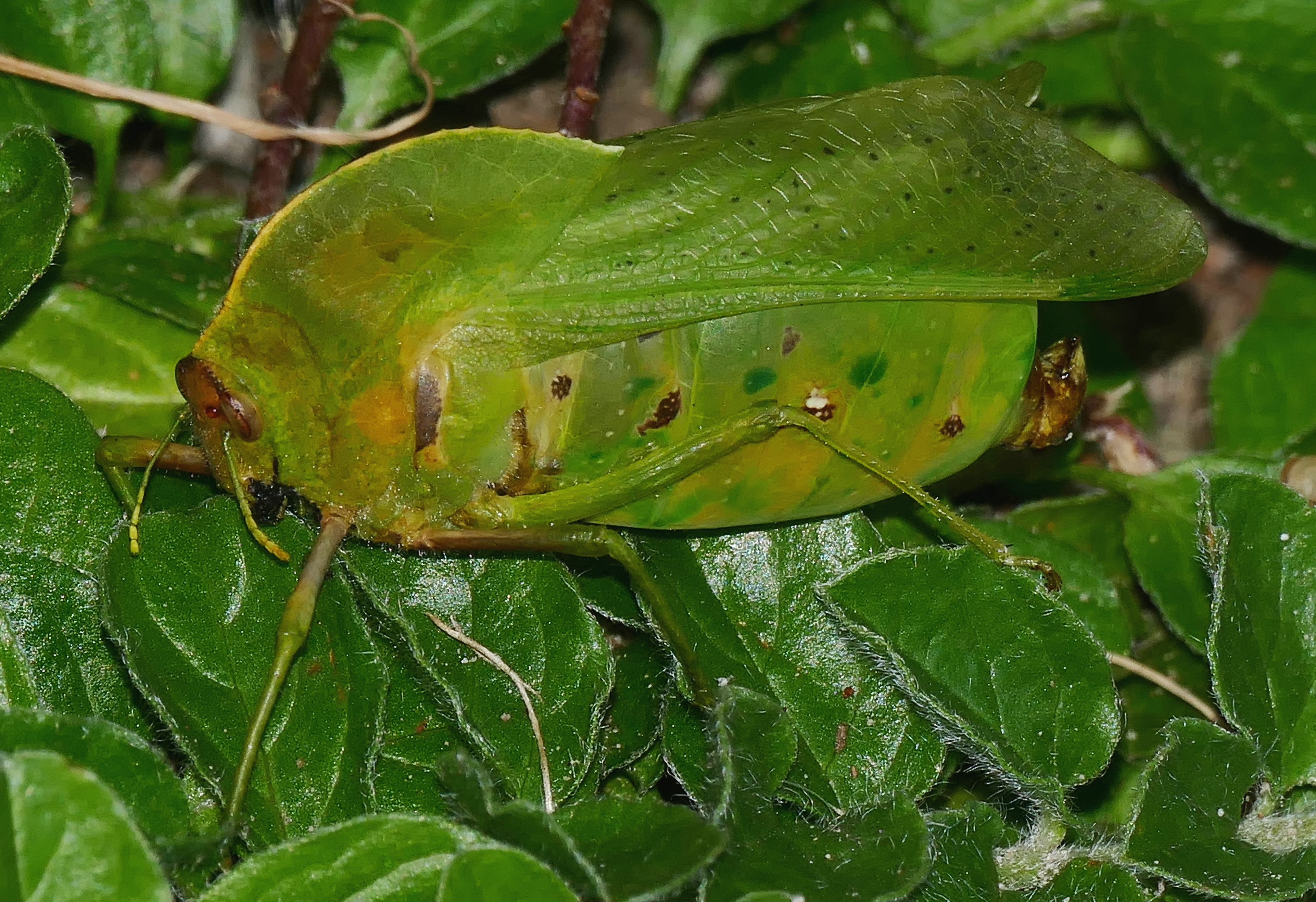
Bullacris intermedia

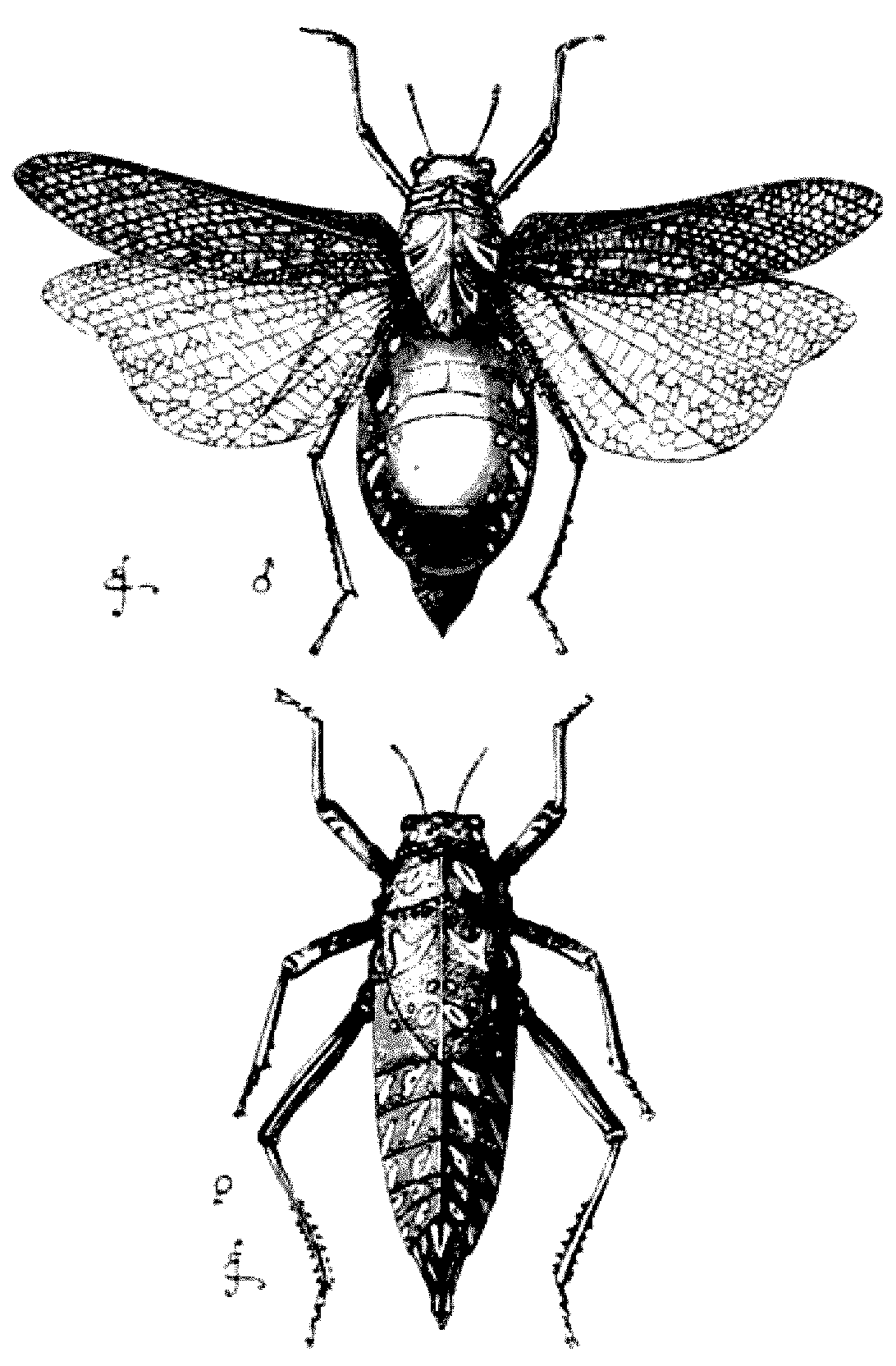

Pneumoridae (лат.) — семейство насекомых отряда прямокрылых.
Около 15 видов. Эндемики Африки.

## Распространение
Афротропика, главным образом Южная Африка (большинство видов): ЮАР, Малави, Мозамбик, Судан, Танзания, Уганда.

## Описание
Имеют крупное толстое зеленовато-жёлтое, красноватое тело. Ноги и усики короткие. Ночные, специализированные фитофаги. Звук производят самцы с помощью вздутого крупного брюшка.

### Половой диморфизм
Длина тела взрослых самцов варьирует от 11,5 до 68,0 мм, а самок от 22,0 до 107 мм. Самцы определенного вида могут иметь или не иметь раздутого тела с полностью развитыми крыльями, или могут присутствовать обе внутривидовые морфы. У самцов крупные простые глазки (оцеллии), заметно гребневидная переднеспинка, и они меньше по размеру. Тела самок больше и они не раздуты, и имеют редуцированные надкрылья и крылья. Оцеллии самок очень мелкие, рудиментарные, а переднеспинка более тектоформной, в то время как звукопродуцирующий механизм совершенно иной.

### Самцы
Взрослые самцы большинства видов при последней линьке приобретают раздутый, похожий на мочевой пузырь живот. Их брюшные сегменты состоят из тонкого полупрозрачного покрова и имеют увеличенную длину и ширину, тогда как межсегментные мембраны значительно уменьшены. Самцы способны издавать громкие звуки, длинный и очень глубокий грубый шум, который представители своего вида могут обнаружить на расстоянии 2 км. Самцы извлекают звук, прижимая тёрку на внутренней поверхности их довольно слабого заднего бедра к противоположной тёрке на третьем тергите раздутого полого живота. Эти склеротизованные брюшные кили образуют ряд в форме полумесяца, и их точное число имеет определенную ценность для различения таксонов. У видов без раздутого тела эти признаки являются лишь рудиментарными. Крылья самцов имеют примитивную морфологию и не подходят для создания звука. Жилкование крыльев очень простое и самое примитивное среди близких групп и из всех Acridoidea.

## Систематика
Принадлежат к подотряду короткоусых прямокрылых. Семейство Pneumoridae как группа Pneumorae Thunberg, 1810 (Pneumorinae Thunberg, 1810 или Pneumorites Thunberg, 1810) было выделено в 1810 году шведским энтомологом Карл Петер Тунбергом (1743—1828), но имя Pneumoridae впервые использовал шведский энтомолог Карл Шталь (Carl Stål, 1833—1878) в 1873 году и выделено в отдельное надсемейство (Pneumoroidea) в составе инфраотряда Acrididea.
Pneumoridae и Pneumoroidea сближают с надсемействами Acridoidea и Pyrgomorphoidea.
Филогенетические взаимоотношения с близкими группами Caelifera (по: Flook et al., 1999, 2000):
```
    |==================== 
Tridactyloidea

    |
    |  |================= Tetrigoidea, 
Tetrigidae

    |  |
    |  |  |============== Eumastacoidea
    |==|  |
       |  |  |=========== Tanaeoceroidea
       |==|  |
          |  |=========== Trigonopterygoidea
          |==|
             |  |======== Pneumoroidea
             |==|
                |   |==== Pyrgomorphoidea
                |===|     
                    |==== 
Acridoidea
```

### Классификация
9 родов и около 15 видов:
Род Bullacris Roberts, 1941
- B. boschimana (Péringuey)

Распространение: ЮАР, Northern Cape
- B. discolor (Thunberg)

Распространение: ЮАР, Western Cape и Eastern Cape. Экология: финбос
Фенотип: только самцы
- B. intermedia (Péringuey)

Распространение: Eastern Cape и KwaZulu-Natal
- B. membracoides (Walker)

Распространение: ЮАР (Eastern Cape, KwaZulu-Natal) и Малави. Экология: саванна
Фенотип: только самцы
- B. obliqua (Thunberg)

Распространение: ЮАР, Western Cape. Экология: финбос
Фенотип: только самцы
- B. serrata (Thunberg)

Распространение: ЮАР, Western Cape and Eastern Cape
- B. unicolor (Linnaeus)

Распространение: ЮАР, Cape. Экология: суккуленты Karoo
Фенотип: только самцы
Род Parabullacris Dirsh, 1963
- P. vansoni Disrch

Распространение: ЮАР, Northern Cape. Экология: суккуленты Karoo
Фенотип: только самцы
Род Physemacris Roberts, 1941
- P. papilosus (Fabricius)

Распространение: ЮАР, Western Cape
- P. variolosus (Linnaeus)

Распространение: ЮАР, Western Cape. Экология: финбос
Фенотип: только самцы
Род Paraphysemacris Dirsh, 1963
- P. spinosus Dirsh

Распространение: ЮАР, Cape. Экология: финбос
Фенотип: только самцы
Род Peringueyiacris Dirsh, 1965
- P. namaqua (Péringuey)

Распространение: ЮАР, Northern Cape. Экология: суккуленты Karoo
Фенотип: только самцы
Род Pneumoracris Dirsh, 1963
- P. browni Dirsh

Распространение: ЮАР, Northern Cape. Экология: суккуленты Karoo
Фенотип: только самцы
Род Prostallia Bolivar, 1906
- P. granulata (Stål)

Распространение: ЮАР, KwaZulu-Natal и Mpumalanga
Род Physophorina Westwood, 1874
- P. livingstoni Westwood

Распространение: ЮАР, Мозамбик, Малави, Танзания, Уганда и Южный Судан. Экология: лес
Фенотип: только самцы
- P. miranda (Péringuey)

Распространение: ЮАР и Танзания. Экология: лес
Фенотип: только самцы
Род Pneumora Thunberg, 1775
- P. inanis (Fabricius)

Распространение: ЮАР, и Танзания. Экология: лес
Фенотип: только самцы